# Nuôi cá bè

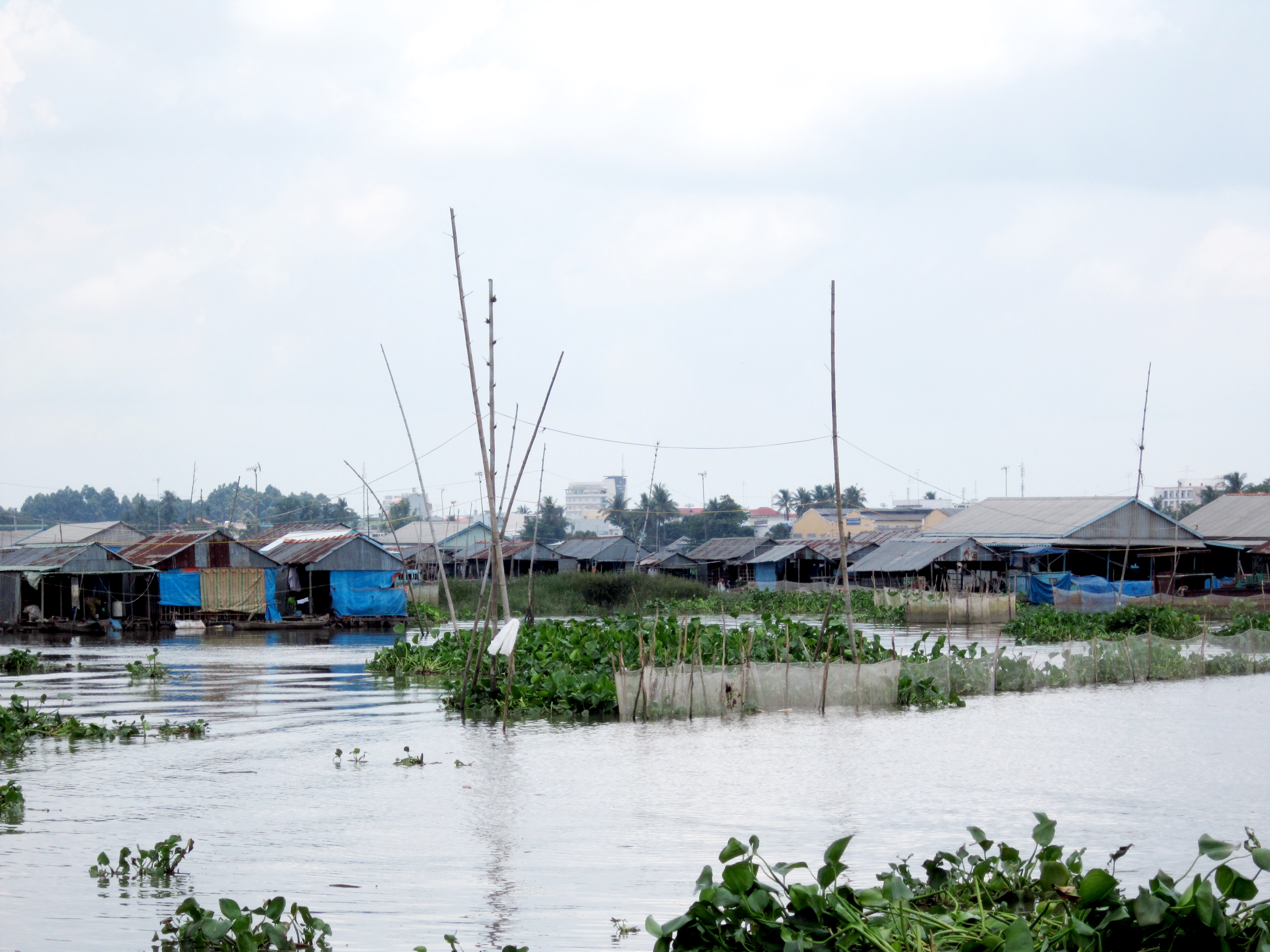
Nuôi cá bằng bè trên sông Hậu, bên cù lao Mỹ Hòa Hưng, thuộc Long Xuyên, An Giang

Nuôi cá bè hay nuôi cá lồng bè là một ngành nuôi thủy sản trên biển; sông, thường là các dòng sông lớn. Phạm vi nuôi là các bè cá, là khu vực khoanh nuôi mặt nước trên biển; sông. Các khu vực tập trung nhiều bè cá thường được gọi là làng nổi.

## Bè cá và hoạt động nuôi cá

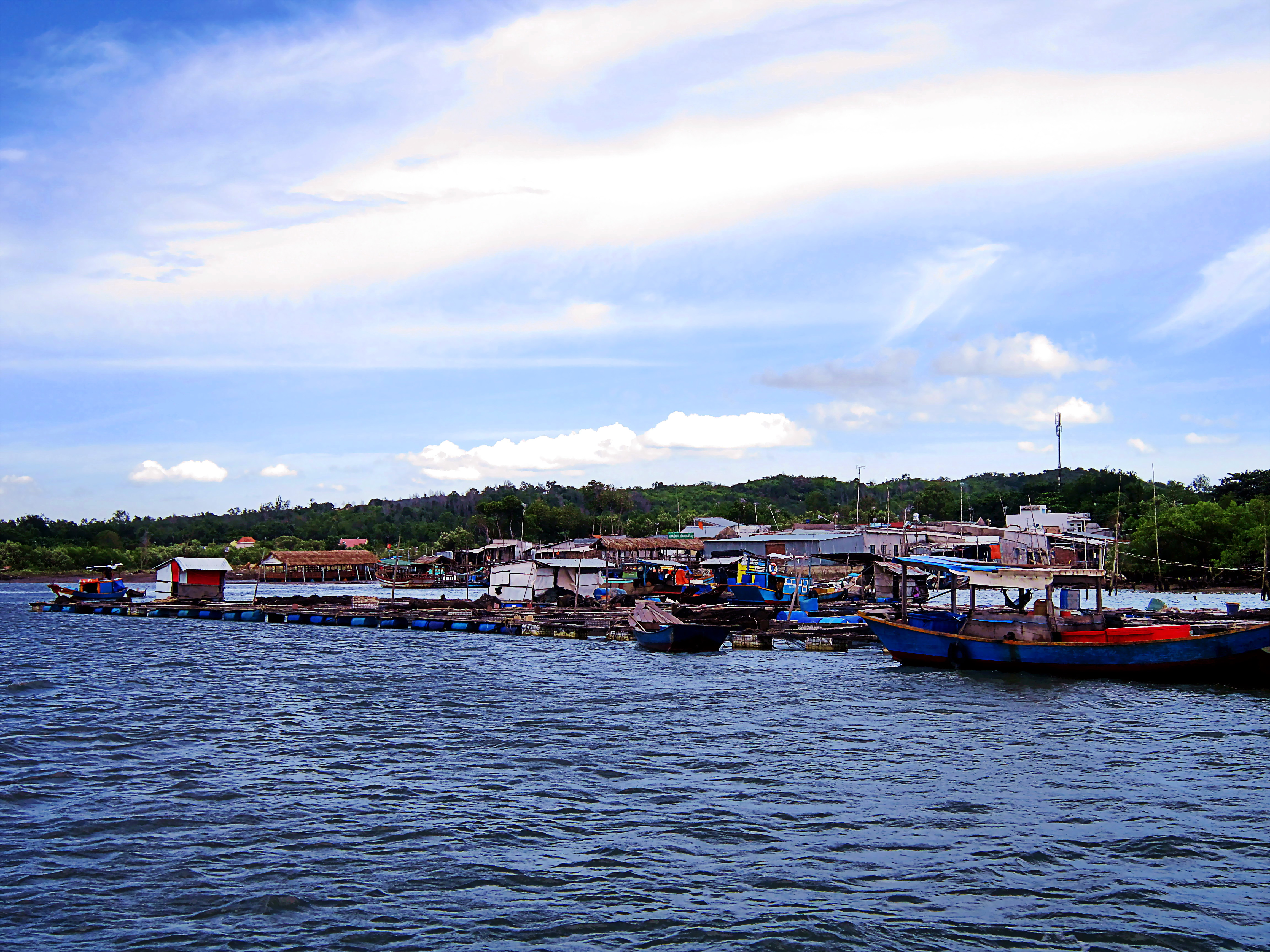
Một bè nuôi cá ở Long Sơn, thuộc thành phố Vũng Tàu, tỉnh Bà Rịa - Vũng Tàu

Bè cá là các khu vực mặt nước đã được phân chia, rào chắn và bọc lại hoàn toàn dưới nước. Sàn nổi là bộ phận giữ lưới cá, chúng có phao xung quanh. Bè có khung làm bằng gỗ, dùng làm trụ bám cho lưới, lưới cá được làm bằng lưới kim loại, bọc đáy và xung quanh, tạo hình giống như một cái chuồng. Bè cá thường đậu gần bờ, và được cố định bằng neo. Bè cá tận dụng các vùng nước rộng lớn trên sông, biển để nuôi cá thay vì nuôi cá trong ao nuôi, hồ. Một nguyên nhân lớn dẫn đến việc nuôi cá theo hình thức này là sự lo ngại việc bón phân hóa học và phun thuốc trừ sâu trên các đồng ruộng sẽ gây ảnh hưởng đối với cá nuôi.
Mỗi bè có một căn nhà nổi dùng để ở và quản lý bè, cũng là nơi trữ thức ăn cho cá. Tại Việt Nam, trên bè cá nước ngọt, các loài cá được nuôi phổ biến là cá basa (Pangasius bocourti) và cá tra (P. hypothalamus), một số nuôi cá lóc bông và cá mè vinh. Cá được cho ăn nhiều lần trong ngày, ít nhất 2 lần và có thể lên đến 6 lần. Mỗi bè có thể nuôi hàng trăm tấn cá. Việc nuôi cá phụ thuộc hoàn toàn vào thức ăn chế biến.
Ở vùng hồ lớn, để có thể nuôi cá bè, một số khu vực phải dọn dẹp cá tạp bằng việc đánh bắt hay tiêu diệt hết chúng. Do đó gây ảnh hưởng môi trường nghiêm trọng, gây cạn kiệt thủy sản tự nhiên và mất cân bằng sinh thái. Trên sông, việc tập trung nhiều bè cá dẫn đến ảnh hưởng dòng chảy, khiến hai bên bờ thường xảy ra tình trạng sạt lở. Việc tùy tiện lập bè cá gần luồng vận tải trên sông ảnh hưởng việc di chuyển và gây nguy hiểm cho tàu thuyền. Việc nuôi cá bè cũng làm giảm chất lượng nước, gây ô nhiễm ảnh hưởng đến hạ lưu.

## Lịch sử
Ở miền Bắc Việt Nam, nuôi cá bè đã có từ rất xưa, như các bè cá trên sông Đà, sông Lô. Ở miền Nam Việt Nam, nuôi cá bè được xem là xuất hiện vào những năm 1930 và được sáng tạo bởi người Khmer. Việc tạo ra các bè cá cỡ lớn lên tới 300 tấn cá nuôi tại Việt Nam bắt nguồn từ việc học theo cách làm bè cá của người Campuchia.
Cho đến khoảng 1995, có 22 tỉnh thành ở Việt Nam có hoạt động nuôi cá lồng bè, với 16.000 chiếc. Cá nuôi được xuất khẩu ra thị trường nước ngoài.

### Bè cá nước ngọt
Trong những năm đầu thập niên 1980, tại An Giang có trên 600 bè cá với sản lượng hằng năm trên 7.000 tấn cá. Cá thường được nuôi là cá basa, đến năm 1997, cá tra lần đầu được đưa vào nuôi. Năm 2000, số lượng bè cá lên đến 3.066, với sản lượng 41.695 tấn cá.
Năm 2000, tại Tiền Giang có 37 bè cá loại thể tích 5.800 m3. Tại Đồng Tháp, hầu hết bè cá tập trung dọc theo sông Tiền, gần các thành phố tỉnh, nơi cung cấp cá giống. Một ghi nhận vào năm 1997, trên hồ Trị An ở Đồng Nai có 823 bè cá, hầu hết nuôi cá lóc đen.

### Bè cá nước mặn
Bè cá trên biển phân bố chủ yếu ở các vùng vịnh, đầm phá ven biển. Các bè cá này cũng kết hợp với kinh doanh, trở thành các quán ẩm thực phục vụ hải sản cho khách du lịch ngay tại chỗ.
Ở Hải Phòng, từ những năm 1990 chính quyền địa phương khởi xướng phong trào nuôi cá lồng bè trên vùng biển Cát Bà. Đến khoảng năm 2000, khu vực Cát Bà có 800 bè cá. Ở cửa sông Chà Và, thuộc khu vực đảo Long Sơn, Tp. Vũng Tàu có nhiều bè cá của ngư dân. Cho đến khoảng năm 2005, khu vực Vũng Tàu có 4.500 bè cá, cho sản lượng 4.130 tấn cá.

### Sách
- Ban vật giá chính phủ (VN) (2001). Kinh tế Việt Nam hội nhập và phát triển. NXB TP. Hồ Chí Minh.
- Chu Viết Luân (2003). Thủy sản Việt Nam phát triển và hội nhập. NXB Chính trị quốc gia.
- Đặng Nghiêm Vạn (2007). Văn hóa Việt Nam đa tộc người. NXB Giáo dục.
- Đoàn Minh Tuấn (2003). Tuyển tập Đoàn Minh Tuấn. NXB Văn học.
- Hội nghiên cứu khoa học Đông Nam Á (2006). Đông Nam Á. Hội nghiên cứu khoa học Đông Nam Á.
- Huỳnh Văn Tới (1998). Bản sắc dân tộc và văn hóa Đồng Nai. NXB Đồng Nai.
- Lê Bá Thảo (1998). Việt Nam lãnh thổ và các vùng địa lý. NXB Thế giới.
- Liên hiệp các hội khoa học và kỹ thuật Việt Nam. Bộ khoa học, công nghệ và môi trường (2003). Khoa học và công nghệ Việt Nam: các công trình và sản phẩm được giải thưởng sáng tạo khoa học - công nghệ Việt Nam. NXB Khoa học và kỹ thuật.
- Ngô Khắc Tài. Những hình bóng cũ. Tủ sách Rộng mở tâm hồn.
- Nguyễn Như Ý (2004). Từ điển địa danh văn hóa và thắng cảnh Việt Nam. NXB Khoa học xã hội.
- Quỹ môi trường SIDA (2003). Bảo vệ môi trường để đất nước phát triền bền vững. NXB Thống kê.
- Sơn Nam (2004). Một thoáng Việt Nam: lịch sử, thắng cảnh, văn hóa, cổ tích. NXB Thanh niên.
- Thạch Phương, Nguyễn Trọng Minh (2005). Địa chí Bà Rịa-Vũng Tàu. NXB Khoa học xã hội.
- Trần Hoàng Diệu, Nguyễn Anh Tuấn (2005). Địa chí Tiền Giang, Tập 1. Ban tuyên giáo tỉnh ủy Tiền Giang và Trung tâm Unesco thông tin tư liệu lịch sử và văn hóa Việt Nam.
- Trung tâm hội chợ triển lãm Việt Nam (1995). Việt Nam 20 năm thống nhất và phát triển. Trung tâm hội chợ triển lãm Việt Nam.
- Vũ Ngọc Khánh, Phạm Minh Thảo (2005). Từ điển Việt Nam văn hóa tín ngưỡng phong tục. NXB Văn hóa-thông tin.

### Tạp chí
- Viện kinh tế học - Trung tâm khoa học xã hội và nhân văn quốc gia (2002). "Nghiên cứu kinh tế, Tập 42, Số phát hành 7-12". Viện kinh tế học. {{Chú thích tạp chí}}: Chú thích magazine cần |magazine= (trợ giúp)